# Apokalypse Miau

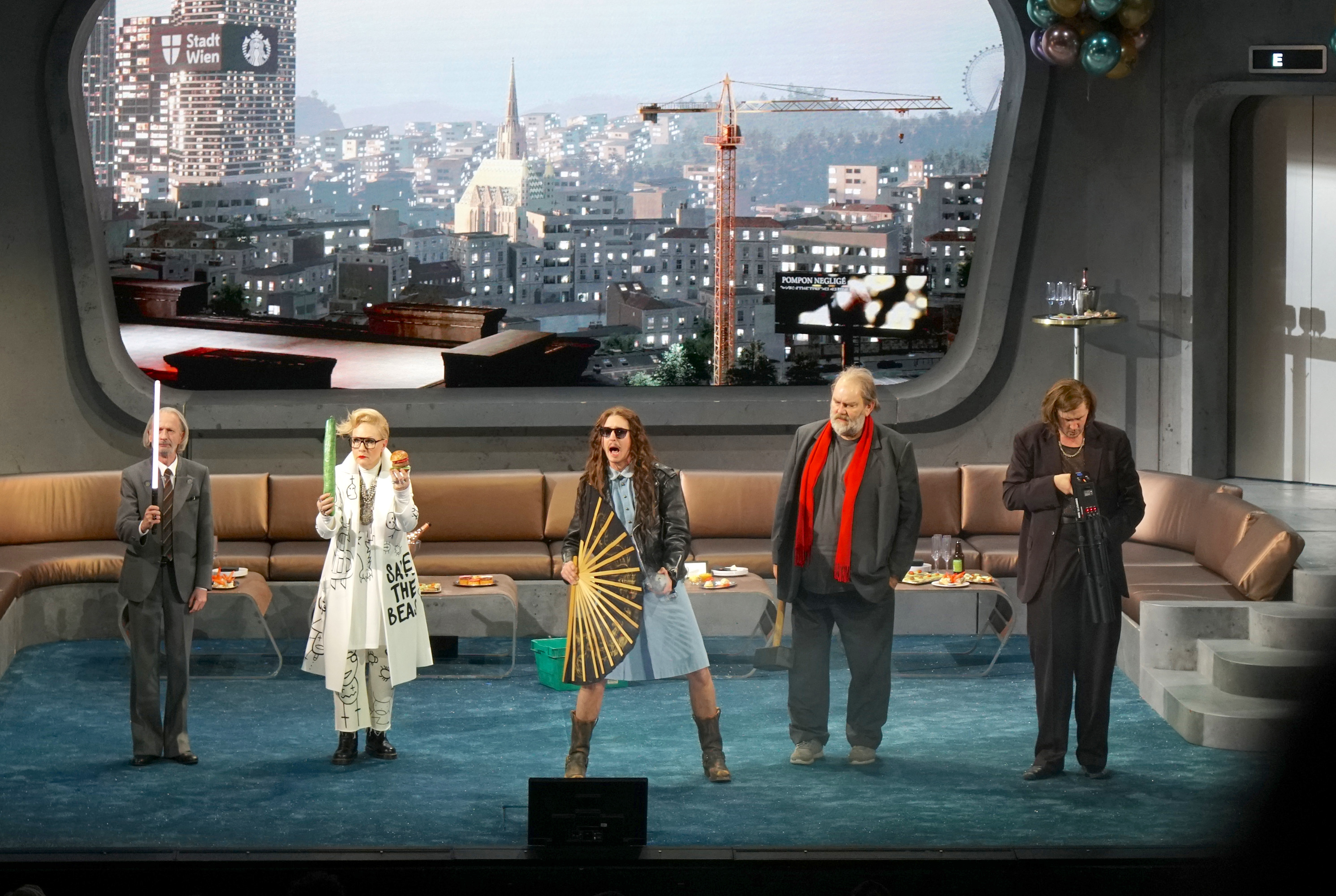
Inszenierung von Apokalypse Miau am Volkstheater Wien

Apokalypse Miau ist eine Komödie des isländisch-deutschen Schriftstellers Kristof Magnusson. Die Uraufführung fand am 1. Dezember 2022 im Wiener Volkstheater statt. Co-Autor des Stücks ist Gunnar Klack.

## Handlung
Handlungsort des Stücks ist eine Preisverleihung. Verliehen wird der fiktive Destroy-Preis, eine Anspielung auf den Nestroy-Theaterpreis. Auf der Bühne wird großenteils der Backstage-Bereich der Preis-Gala dargestellt, bei manchen Szenen ist der eigentliche Bühnenraum auch mit dem gespielten Bühnenraum identisch, beispielsweise wenn die Destroy-Preise übergeben werden oder bei Showeinlagen. Auf und hinter Bühnen treffen sehr verschiedene Figuren aufeinander, die aus unterschiedlichen Gründen dort anwesend sind. Eine Figur ist die Moderatorin der Preisverleihung, Bonnie van Klompp. Nominierte sind die Schauspieler Konrad Fidelius und Erasmus Selbach-Stein sowie die Theaterregisseure Meta Gleiberg und Wenjamin Olinde sowie der Tanztheater-Choreograf Fritjof Blavatsky. Zwei weitere Figuren sind nur dort um Preise zu überreichen, Theaterautor Christian Gustafsson und Sängerin Celeste Engel. Während der Preisverleihungsgala singt Celeste Engel als Showeinlage ein Lied mit dem Titel Apokalypse Miau.
Die Preisverleihungs-Gala findet statt während um sie herum die Welt untergeht. Zuerst ist die Erde vom zeitgleichen Ausbrechen von Supervulkanen bedroht. Im Laufe des ersten Teils, vor der Pause, stellt sich heraus, dass auch noch ein Asteroid auf der Erde einschlagen wird. Es wird über die Wahrscheinlichkeit eines Einschlags gestritten. Kurz vor der Pause findet dann tatsächlich ein Asteroideneinschlag statt, wobei genau der Ort der Handlung getroffen wird. Nach der Pause ist der Backstage-Bereich der einzige Teil des Theaters, der den Asteroideneinschlag überstanden hat. Die Figuren müssen zusammenarbeiten, um sich aus dem Backstage-Bereich zu befreien. Doch die verschiedenen Egos der Figuren geraten in Konflikt, sodass ein Ausweg immer unwahrscheinlicher wird. Das Stück endet damit, dass die Erde von einem Schwarzen Loch verschlungen wird.

## Aufführungen

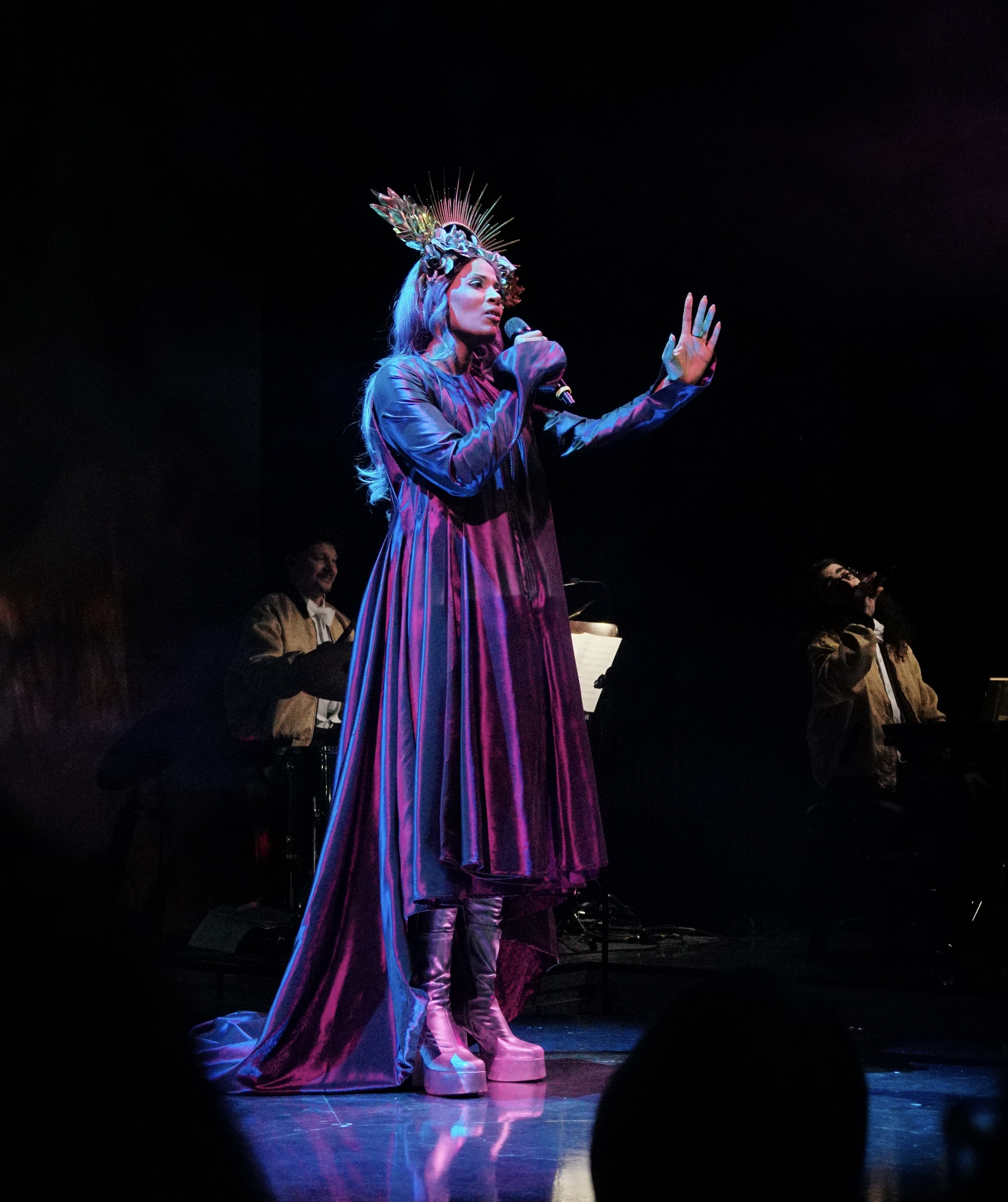
Amina Eisner als Celeste Engel in Apokalypse Miau am Stadttheater Gießen 2024

Regisseur der Uraufführung am 1. Dezember 2022 im Wiener Volkstheater war der Intendant des Hauses selbst, Kay Voges. Die Besetzung bestand aus Evi Kehrstephan, Andreas Beck, Anke Zillich, Elias Eilinghoff, Uwe Rohbeck, Mario Fuchs, Christoph Schüchner, Bettina Lieder,  Irem Gökçen und Magdalena Simmel.
Die Deutschlandpremiere fand am 8. März 2024 am Stadttheater Gießen statt. Die Regisseurin war Franziska Autzen. Die Besetzung bestand aus Anne-Elise Minetti, Roman Kurtz, Germaine Sollberger, Ali Aykar, Gottfried Herbe, Ben Janssen und Amina Eisner.
Das Neue Theater (Halle (Saale)) führte das Stück im September 2024 auf. Regisseurin war Mille Maria Dalsgaard; die Besetzung bestand aus Aline Bucher, Florian Ulrich Krannich, Annemarie Hörold, Nils Thorben Bartling, Tristan Becker, Andrej Kaminsky, Marian Kindermann, Andreas Range und Jennifer Krannich.

## Rezeption
Die Uraufführung in Wien rief ein großes Presseecho hervor. Österreichische und deutsche Medien rezensierten das Stück überwiegend positiv. Margarete Affenzeller schrieb in Der Standard: „Der in Hamburg geborene, isländisch-deutsche Autor Magnusson (Männerhort; Sushi für alle) ist für saftig abschnurrende Zeitgeiststücke bekannt und trifft auch mit dieser für ein breites Publikum bestimmten Komödie ins Schwarze.“ Der Kurier war kritischer; Autor Guido Tartarotti fand die Witze „mittelmäßig“ und fühlte sich an den Villacher Fasching erinnert. In Deutschland berichteten über die Uraufführung unter anderem Frankfurter Allgemeine Zeitung, Deutschlandfunk, Deutschlandfunk Kultur und das Portal Nachtkritik.de.
Über die Produktion in Gießen schrieb die Gießener Allgemeine Zeitung. Karola Schepp bezeichnete das Stück als „Gala-Show voller Skurrilitäten, bitteren Wahrheiten und schrillen Typen. Ein großer Spaß im Großen Haus.“
Eine Theaterkritik in der Mitteldeutschen Zeitung bezeichnete das Stück als „ironische, böse, aber auch liebenswerte Komödie, die hier und heute spielt.“ Kritiker Andreas Montag hob lobend hervor, dass das Stück „bei aller Überdrehtheit feine Charakterstudien“ beinhalte.